# Novak Disislavić
Novak Disislavić (fl. 1349. – 1373.) je bio hrvatski vitez, pisac i humanist iz plemićke obitelji Disislavić. Obnašao je dužnost dvorskog viteza kralja Ludovika, te je bio knez Šolgova u Ugarskoj i grada Nina u Dalmaciji. Najpoznatiji je po ukrašenom misalu kojeg je 1368. godine sam napisao za "spašenje svoje duše". U tom je misalu na zadnjoj stranici zapisao srednjovjekovnu sekvencu o smrti, koja spada među prvim stihovima na čakavskom. Glagoljaška slova misala kasnije su poslužila kao podloga za prvu hrvatsku tiskanu knjigu.

## Životopis
Rođen je u Ostrovici kao sin kneza Petra Disislavića, članom plemena Mogorović, koje je tokom 14. i 15. stoljeća pripadalo instituciji dvanaest plemena Hrvatskog kraljevstva. Novak se posljednji put u izvorima spominje 1373. godine. Svoj misal, knez Novak pisao je kao zavjetni dar crkvi u kojoj će biti pokopan. Knez Novak ostavio je za sobom dva sina, Petra i Pavla, koji se prozvaše Novakovići, a po njima i svi njihovi potomci.